# SN 2003ie
SN 2003ie – supernowa typu II-P odkryta 19 września 2003 roku w galaktyce NGC 4051. W momencie odkrycia miała maksymalną jasność 15,20m.